# Boucicaut-meester

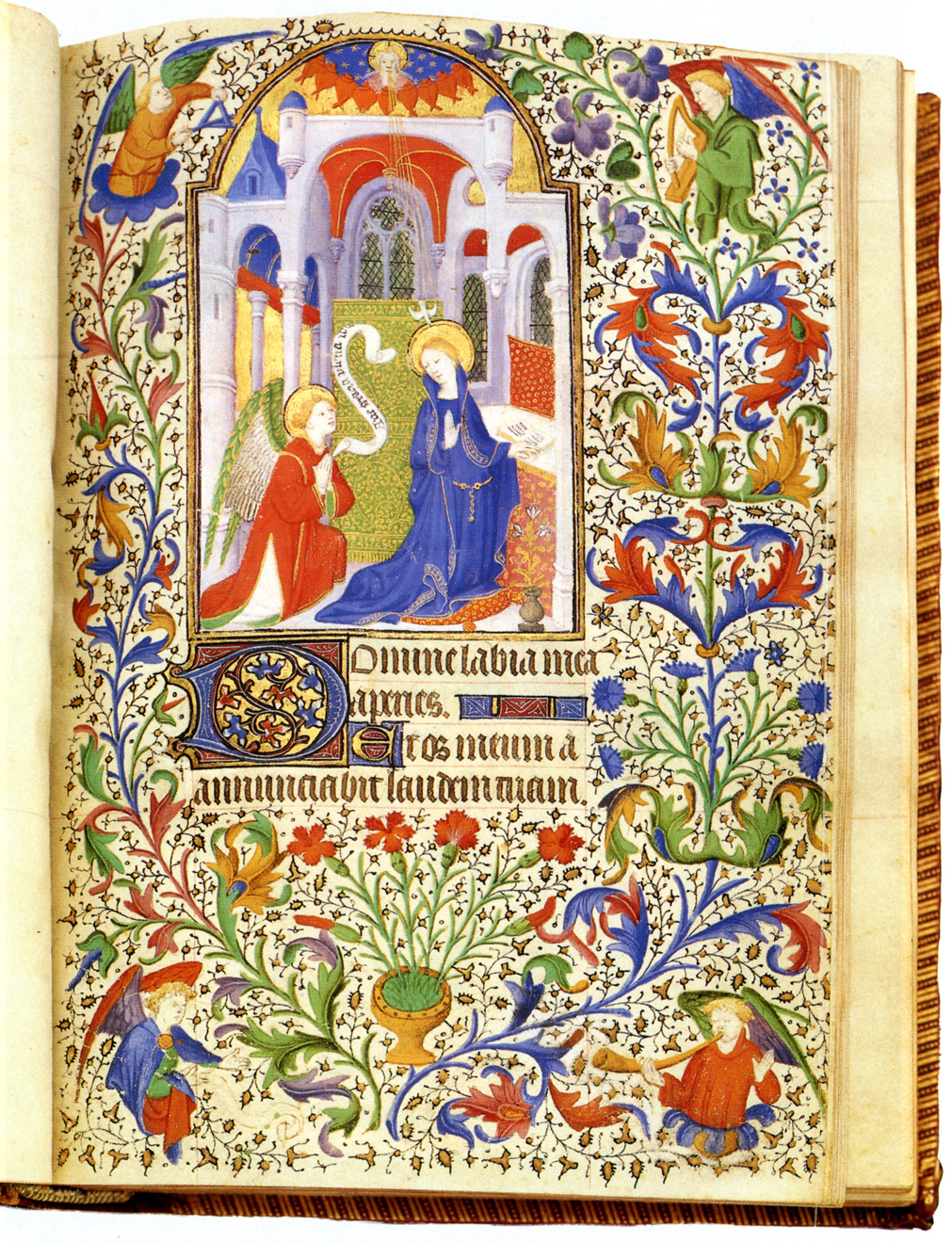
Een pagina uit het getijdenboek van Boucicaut.

De Boucicaut-meester of de 'Meester van het getijdenboek voor de maarschalk Boucicaut' is de noodnaam voor een Vlaams miniatuurschilder en boekverluchter die werkzaam was in Parijs in de periode van ca. 1405 – ca. 1430. Hij was een van de exponenten van de internationale gotiek. De noodnaam voor de kunstenaar verwijst naar een door hem geïllustreerd getijdenboek gemaakt in opdracht van Jean II Le Meingre, ook maarschalk Boucicaut genoemd, en zijn vrouw Antoinette de Turenne, dat vervaardigd werd tussen 1410 en 1415. Dit getijdenboek bevindt zich momenteel in het Musée Jacquemart-André in Parijs met signatuur Ms. 2. Vroeger werd vrij algemeen aangenomen dat hij kon vereenzelvigd worden met de Vlaamse kunstschilder, miniaturist en architect Jacob Coene afkomstig uit Brugge. maar tegenwoordig gaan de meeste kunsthistorici niet langer met deze stelling akkoord.

## Situering
De meester van Boucicaut was een tijdgenoot van de Gebroeders Van Limburg en behoorde met hen tot de belangrijkste en meest invloedrijke verluchters van handschriften uit het begin van de vijftiende eeuw in Noord-Europa. Gezien het grote aantal werken die aan hem worden toegeschreven, stond hij waarschijnlijk aan het hoofd van een belangrijk atelier waarin getalenteerde schilders werkzaam waren en samenwerkten. Zij verzorgden opdrachten voor het hof, de aristocratie en rijke burgers. Hij zou onder meer werk gemaakt hebben voor Jean de Berry, Béraud III de graaf van Clermont, Jan zonder Vrees, de Dauphin van Frankrijk en mogelijk ook voor koning Karel VI. Bekend is dat de kunstenaar ook samenwerkte met de eveneens in Parijs actieve Meester van Bedford, met de Rohan-meester en met de Egerton-meester. Sommige kunsthistorici zijn zelfs van mening dat de Bedford-meester en de Rohan-meester opgeleid werden in zijn atelier.

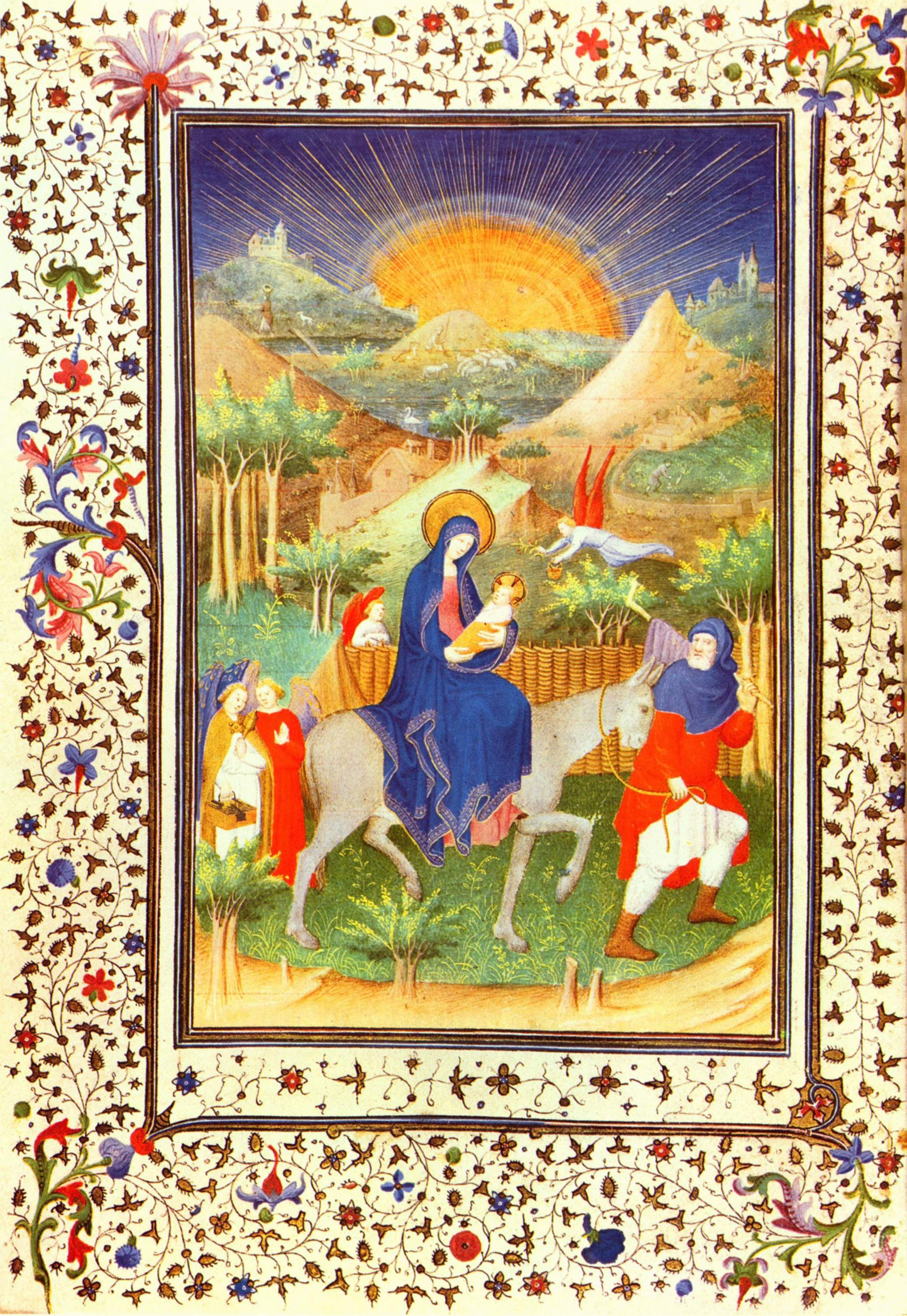
Boucicaut-getijden; De vlucht naar Egypte, Boucicaut-meester.

## Stijlkenmerken
De Boucicaut-meester behoorde tot de eersten in de Europese kunst die zich verdiepten in het weergeven van lichtval en een verdieping van het perspectief. In zijn werk herkent men elementen van de Vlaamse en van de gangbare Franse stijl en het is duidelijk dat hij bekend was met de Noord-Italiaanse schilderkunst. Als de Boucicaut-meester inderdaad te vereenzelvigen is met Jacob Coene is dit laatste tamelijk voor de hand liggend, gezien diens verblijf in Milaan in 1399. Alleszins kan men het vroege werk van de Boucicaut-meester vrij Italiaans van opzet noemen. Het atelier van de Boucicaut-meester verzorgde trouwens verscheidene opdrachten voor Italiaanse klanten waaronder een getijdenboek voor de Visconti’s en voor een handelaar uit Lucca, Lorenzo Trenta, maakten ze een missaal. Dat Franse meesters werkten voor Italiaanse klanten was in die tijd vrij zeldzaam, het is dus evident dat de Boucicaut-meester goede contacten had in Italië.
Hij onderscheidde zich van zijn tijdgenoten door het grotere realisme dat hij in zijn werken wist te leggen. Hij was de ontdekker van het luchtperspectief, waarbij de hemel lichter wordt naar de horizon toe en hij was de eerste miniaturist die wolken schilderde. Zijn personages zijn rustiek en realistisch en ze staan niet langer voor het landschap maar erin en zijn werken toonden, ook voor interieurs, een driedimensionale ruimte opgebouwd vanuit een enkel gezichtspunt wat blijkbaar ook zijn eigen vinding was. Kenmerkend voor de meester is de realistische manier waarop hij de architecturale elementen in zijn miniaturen gestalte geeft, hij is een van de eersten die het interieur van een kerkgebouw op een realistische manier weet weer te geven. De Boucicaut-meester was duidelijk een overgangsfiguur tussen de hooggotiek en de realistische kunst van de Vlaamse Primitieven.

## Toegeschreven werken
Op basis van stijlovereenkomsten worden vele schilderwerken en manuscripten toegeschreven aan de kunstenaar. Hieronder vindt men een lijst van een aantal toegeschreven werken.
- Het Getijdenboek van maarschalk Boucicaut, musée Jacquemart-André, ms.2
- Missaal van Lorenzo Trenta, Lucca, Biblioteca Statale, ms.3122
- Eén miniatuur in de Guise-getijden, de annunciatie (f.25), musée Condé Chantilly, ms.64
- Enkele miniaturen in het Breviarium van Louis de Guyenne in samenwerking met de Meester van Bedford, Bibliothèque municipale van Châteauroux, Ms.2
- Titus Livius van kanselier Arnaud de Corbis, Bibliothèque nationale de France, N.A. Fr. 15987
- Giovanni Boccaccio ’s De casibus virorum illustrium van Girard Blanchet, Los Angeles, J. Paul Getty Museum, ms.63
- Trésor des histoires, Parijs, Bibliothèque de l'Arsenal, ms.5077. Twee uit dit werk verwijderde miniaturen worden nu bewaard in het Louvre: De graaf van Montfort ontvangen door de koning (RF1928) en Het vertrek van de Heilige Lodewijk op kruistocht (RF 1929)
- Livre des propriétés des choses voor Béraud III (dauphin van Auvergne), Bibliothèque nationale de France,  Fr. 9141
- Getijdenboek van Jeanne Bessonnelle, Bibliothèque nationale de France, Lat. 1161
- Een miniatuur uit de Kleine getijden van Étienne Chevalier, Londen, British Library, Add.ms.16997, f.90, overschilderd  door Jean Fouquet
- Réponses à Charles VI et Lamentation au Roi sur son état, Bibliothèque de Genève, Ms. fr. 165
- Réponses à Charles VI et Lamentation au Roi sur son état, Parijs, Bibliothèque nationale de France, Ms. fr. 23279
- Hours of the Bibliothèque Mazarine, ms. 469
- Getijdenboek voor het gebruik van Rouen, Napels, Biblioteca Nazionale Vittorio Emanuele III, Manuscript (I. B. 27)

- Bibliothèque nationale de France: cb15499860n (data)
- Gemeinsame Normdatei: 118662252
- International Standard Name Identifier: 0000 0000 6822 5768
- KulturNav: b4626a8a-395d-49ee-9f4a-623be95492ed
- Library of Congress Control Number: n87142492
- Nationale Bibliotheek van Tsjechië: jo2015866465
- RKD-Nederlands Instituut voor Kunstgeschiedenis: 340959
- Union List of Artist Names: 500019456
- Virtual International Authority File: 1524070
- WorldCat: E39PBJt8mb6JTcgxf9C3CbWdQq